# Hibernia (banda)
Hibernia foi uma banda de rock alternativo e britpop, formada na cidade de Aracaju, Sergipe em 2006. Em sua carreira, lançou o disco de estúdio A Vida como Ela Era (2009) e se destacou na cena musical do chamado novo movimento. O grupo, mais tarde, deu sequência aos seus projetos com a música "Canção da Liberdade", mas em 2013 entrou em hiato.

## História
Em meados de 2006 o pianista Richard e o vocalista Renato partilhavam ideias musicais em comum quando decidiram juntar outros músicos e montar o Hibernia. A respeito do significado do nome do grupo, o vocalista Renato Santana explica em uma entrevista cedida ao site Jovem Interativo:
"HIBERNIA" faz alusão à Irlanda. A Irlanda é um país que tem grandes talentos intelectuais musicas e tal. A gente estava assistindo um DVD de Michael W. Smith em comemoração na época aos seus vinte anos de carreira, inclusive eu tive a oportunidade de conversa com ele quando ele esteve aqui no estado (Sergipe) e dá um cd da banda a ele, participei da coletiva com ele, muito bacana. E eu falei pra ele que o nome da banda surgiu depois que a gente assistiu ao DVD dele, quando ele tocava uma musica chamada HIBERNIA que possui até gaita de fole do cd "Freedom", que é um disco instrumental. Depois pesquisamos e vimos que se tratava da Irlanda (até então, nós mesmos nem sabíamos) que faz relação com coisas que a gente gosta como C.S. Lewis, Bono Vox e ai vai…".
A banda se caracterizou pelos pianos em evidência em quase todas as musicas, guitarras frenéticas e influências de bandas do rock britânico em sua maioria, como U2 e Coldplay. Seu álbum de estreia, A Vida como Ela Era, contém forte influência do rock inglês, enquanto as letras ganharam um caráter introspectivo dirigido à infância humana. O disco foi considerado, pelo Super Gospel, o 26º melhor disco dos anos 2000.
A Hibernia fez parte do chamado novo movimento, um movimento de novas bandas alternativas que figuram na cena pop do Brasil e que, apesar da inclinação religiosa de seus integrantes, não se configurou como um grupo religioso. Em 2013, os músicos lançaram a música "Canção da Liberdade", como prévia de um novo disco, mas o trabalho não chegou a ser lançado.

## Discografia
- 2009: A Vida como Ela Era
- 2013: Canção da Liberdade (single)